# (31960) 2000 GC142
2000 GC142 (asteroide 31960) é um asteroide da cintura principal. Possui uma excentricidade de 0.27012480 e uma inclinação de 11.26432º.
Este asteroide foi descoberto no dia 7 de abril de 2000 por LONEOS em Anderson Mesa.